# Joel Milburn
Joel Milburn (ur. 17 marca 1986 w Sydney) – australijski lekkoatleta, specjalizujący się w biegu na 400 metrów.
Srebrny medalista Uniwersjady (sztafeta 4 × 400 m, Bangkok 2007).
W 2008 reprezentował Australię podczas igrzysk olimpijskich w Pekinie, indywidualnie (w biegu na 400 metrów), najpierw miał drugi wynik eliminacji, następnie zajął 3. miejsce w swoim półfinale i odpadł z dalszej rywalizacji. W sztafecie 4 × 400 metrów Australijczycy z Milburnem w składzie zostali sklasyfikowani na 6. miejscu w biegu finałowym.
Brązowy medalista mistrzostw świata w Berlinie (2009) w sztafecie 4 × 400 metrów. Wystąpił tylko (na pierwszej zmianie) w biegu eliminacyjnym. Razem z nim w składzie australijskiej sztafety biegli Tristan Thomas, Ben Offereins oraz Sean Wroe. W finale Milburna zastąpił John Steffensen, jednak, zgodnie z przepisami, Milburnowi także przypadł brązowy medal mistrzostw świata.
Zdobywał medale mistrzostw Australii w różnych kategoriach wiekowych.

## Rekordy życiowe
- bieg na 200 m – 21,09 (2010)
- bieg na 400 m – 44,80 (2008)